# Cupressus arizonica
Cupressus arizonica, el ciprés de Arizona, es un árbol de porte mediano de la familia Cupressaceae natural del sudoeste de Norteamérica, en el sur de Estados Unidos de América y norte de México. En estado salvaje se encuentra en bosquetes pequeños, dispersos, no en grandes bosques. Ha sido introducido en el resto de continentes, llegando a estar naturalizada en muchos puntos de Europa. 

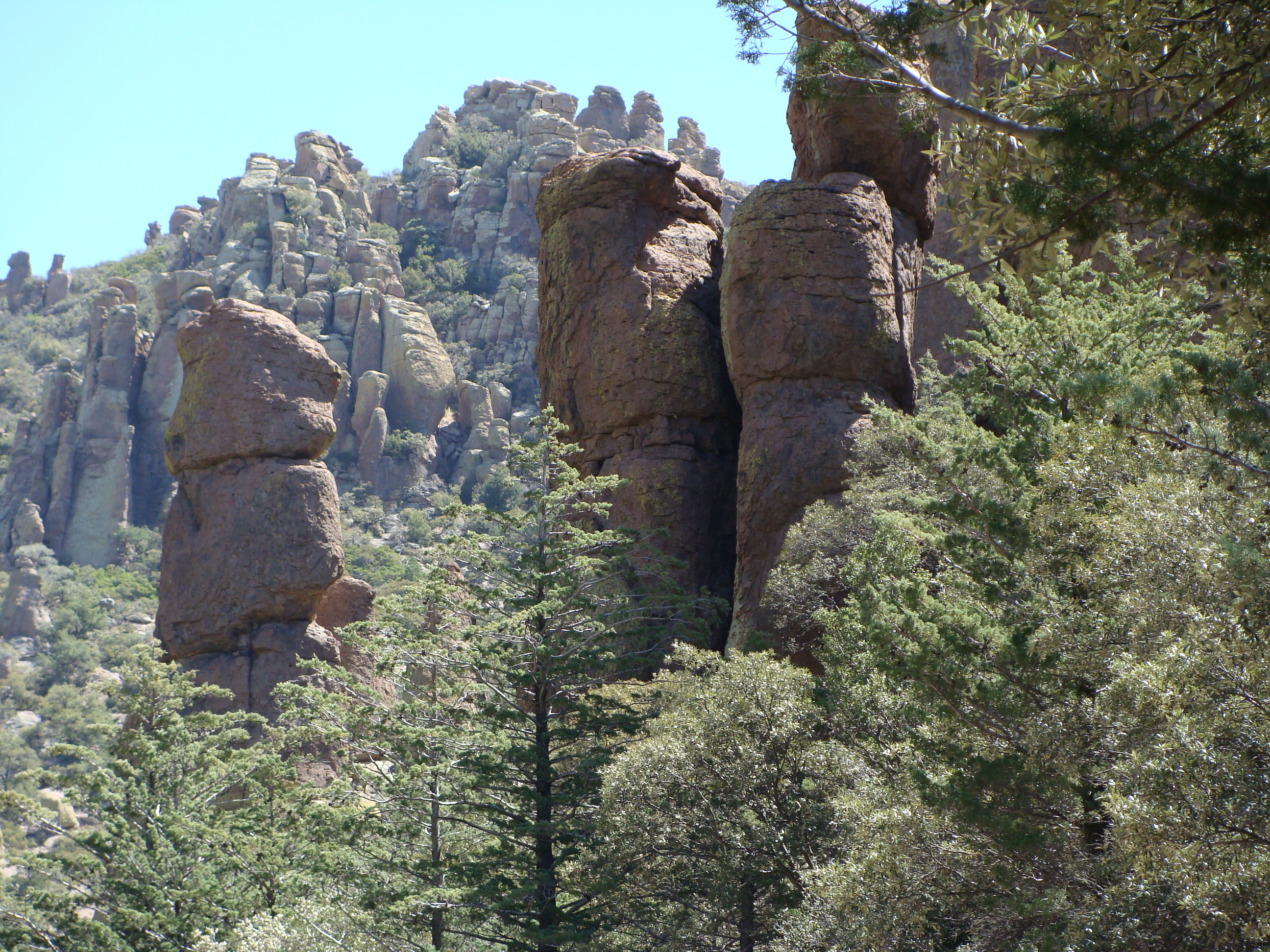
Ciprés de Arizona en el norte de México, su hábitat natural.

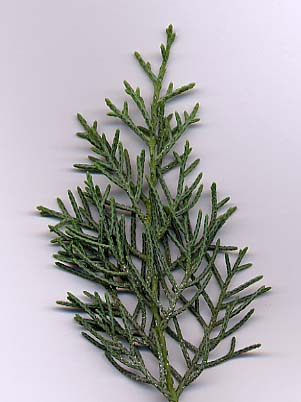
Detalle de las hojas

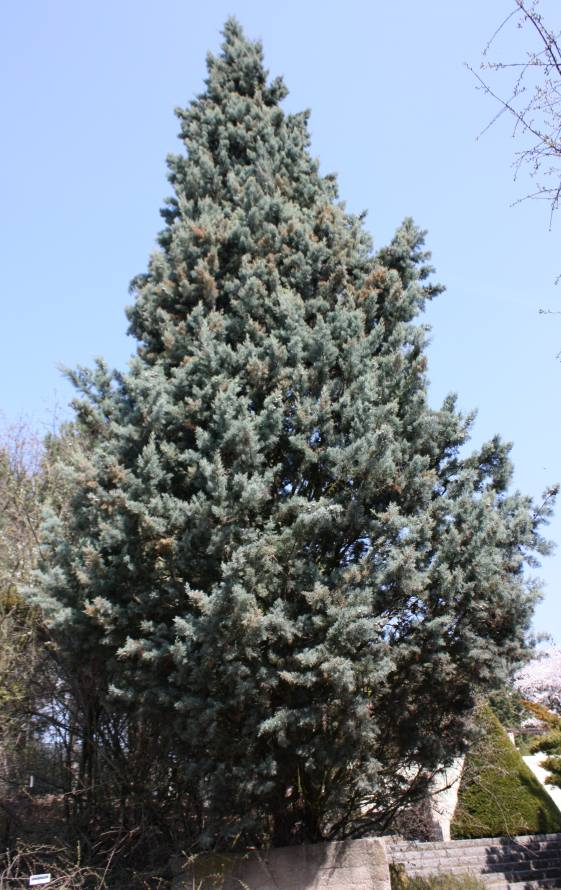
Cupressus arizonica plantada en un parque urbano de Brno (República Checa).

## Características
Es un árbol perenne de tamaño medio con una copa cónica y puede llegar a los 10-25 metros de altura. El tronco puede alcanzar los 50 cm de diámetro con follaje gris-verde o azul-verde. Tiene la corteza lisa de color pardo-rojiza de la que se desprende láminas verticales. Tiene hojas verde-grisáceas, escuamiformes o imbricadas con el ápice levantado. Están provistas de glándulas resinosas en el dorso. Tiene estróbilos leñosos con 6-8 escamas muconadas de color verdoso-pardo en la juventud y marrón en la madurez.
Es muy resistente a la sequía, bastante tolerante a los fríos y a las heladas, y capaz de vivir en casi todo tipo de suelos, hasta los algo yesosos, pero intolerante a los encharcados.

## Usos
Su mayor uso es ornamental en parques y jardines de todo el mundo debido a su austeridad y fácil cuidado. Es una planta muy utilizada como linde o seto para delimitar parcelas, debido a su carácter robusto y tupido además de ser fácilmente moldeable a la hora de podar. 
También ha sido ampliamente utilizada para la reforestación en algunas zonas de España, destacando La Pedriza (Comunidad de Madrid) y Sierra Morena (Andalucía).

## Taxonomía
Cupressus arizonica fue descrita por Edward Lee Greene y publicado en Bulletin of the Torrey Botanical Club 9(5): 64–65. 1882
Etimología
Cupressus es el nombre latino del ciprés que de acuerdo con algunos autores proviene de "Cyprus" (Chipre), de donde es nativo y crece silvestre. 
arizonica: epíteto geográfico que alude a su localización en Arizona.
Variedades
Hay 5 variedades, tratadas por algunos botánicos como especies diferentes:
- Cupressus arizonica var. arizonica, Ciprés de Arizona. Se extiende por Arizona meridional, el suroeste de Nuevo México, por el sur hasta Durango y Tamaulipas, así como los montes Chisos del oeste de Texas.
- Cupressus arizonica var. glabra, Ciprés glabro de Arizona. Se encuentra en el centro del estado de Arizona.
- Cupressus arizonica var. montana (C. montana), conocido en inglés como San Pedro Martir Cypress, lo que literalmente es "ciprés de San Pedro Mártir". Se trata de una especie vulnerable que se encuentra en los bosques mixtos pino-roble de las sierras Juárez y San Pedro Mártir, en la parte norte de la península de Baja California.
- Cupressus arizonica var. nevadensis (C. nevadensis), es la variedad con menor riesgo. Se encuentra en el sur de California, en los condados de Kern y Tulare).
- Cupressus arizonica var. stephensonii, es una especie en peligro crítico de extinción. Se encuentra en California meridional (condado de San Diego). La mayor parte de su población resultó quemada en el incendio que asoló esta parte de California en octubre del año 2003, aunque la regeneración posterior ha sido buena.

Sinonimia
- Callitropsis arizonica (Greene) D.P.Little
- Cupressus benthamii var. arizonica (Greene) Mast.
- Cupressus lusitanica subsp. arizonica (Greene) Maire
- Hesperocyparis arizonica (Greene) Bartel
- Hesperocyparis revealiana (Silba) Silba
- Neocupressus arizonica (Greene) de Laub.

var. glabra (Sudw.) Little
- Callitropsis glabra (Sudw.) Carrière
- Cupressus glabra Sudw.
- Hesperocyparis glabra (Sudw.) Bartel

var. glabra (Sudw.) Little
- Callitropsis glabra (Sudw.) Carrière
- Cupressus glabra Sudw.
- Hesperocyparis glabra (Sudw.) Bartel

var. montana (Wiggins) Little
- Callitropsis montana (Wiggins) D.P.Little
- Cupressus montana Wiggins
- Hesperocyparis montana (Wiggins) Bartel

var. nevadensis (Abrams) Little
- Callitropsis nevadensis (Abrams) D.P.Little
- Cupressus macnabiana var. nevadensis (Abrams) Abrams
- Cupressus nevadensis Abrams
- Hesperocyparis nevadensis (Abrams) Bartel

var. stephensonii (C.B.Wolf) Little
- Callitropsis stephensonii (C.B.Wolf) D.P.Little
- Cupressus stephensonii C.B.Wolf
- Hesperocyparis stephensonii (C.B.Wolf) Bartel[3]